# 山田義晴
山田義晴（日语：／ Yamada Yoshiharu，1968年2月1日—），日本男性配音員、演員。出身於東京都。身高170cm。AB型血。

## 來歷、人物
本名相同，舊藝名山田義暒。現所屬株式會社WONDER CREW （页面存档备份，存于），原屬勝田話法研究所、江崎Production附屬俳優養成所、ARTSVISION、株式會社STAGE。
興趣、特長：騎車、劍道、料理、潛水。

## 演出

### 電視動畫
1989年
- 機動警察（整備士）
- 森林大帝

1993年
- 奇蹟☆女孩（水野）

1994年
- 飛天少女豬（柏木廣海）

1995年
- 羅密歐的藍天（歐摩洛）

2002年
- 機動戰士鋼彈SEED（通信兵、隊員、機師）
- 魯莽天使（流氓混混、男學生 等）
- 迷糊天使（叔父）

2003年
- 惑星奇航（幻之丞）

2004年
- 怪醫黑傑克（不良C）

2005年
- 槍與劍（村人B）
- 名偵探柯南（廣松廣）

2007年
- Keroro軍曹（瑜珈）

2009年
- 名偵探柯南（秋津益彥）

2012年
- 名偵探柯南（千葉刑事的友人）

2016年
- 名偵探柯南（竹寺等）

2022年
- 哆啦A夢 (水田山葵版)（元高角三）

### 電影動畫
- 劇場版 機動戰士鋼彈0083：吉翁的殘光（1992年，查克·奇斯）

### OVA
- 機動戰士鋼彈0083 STARDUST MEMORY（1991年，查克·奇斯）
- 銀河英雄傳說（1991年，修梅特）
- 暴走戰國史II 狼的鎮魂歌（1991年，吉田）
- Little Twins（日语：リトルツインズ）（1992年）
- 最遊記外傳（2011年）
- 世界名作童話全集（2012年，葛利姆峯）

### 遊戲
1996年
- X戰警 VS. 快打旋風（日语：X-MEN VS. STREET FIGHTER）（塔爾錫）
- 快打旋風ZERO2（塔爾錫）
- 快打旋風ZERO2 ALPHA（塔爾錫）

1997年
- 私立正義學園 LEGION OF HEROES（榮二〈山田榮二〉）
- 超級機器人大戰F（查克·奇斯）
- 快打旋風EX plus α（日语：ストリートファイターEX）（塔爾錫）
- 漫威超級英雄 VS. 快打旋風（日语：マーヴル・スーパーヒーローズ VS. ストリートファイター）（塔爾錫）

1998年
- SD鋼彈 G世代（查克·奇斯）
- 超級機器人大戰F完結篇（查克·奇斯）
- 快打旋風EX2（塔爾錫）
- 快打旋風ZERO3（塔爾錫）

1999年
- SD鋼彈 G世代-ZERO（查克·奇斯）
- 日昇英雄譚（日语：サンライズ英雄譚）（查克·奇斯）
- 私立正義學園 熱血青春日記2（榮二〈山田榮二〉）
- 快打旋風EX2 PLUS（塔爾錫）
- 女神異聞錄2 罪（Head〈杉本浩樹〉）

2000年
- SD鋼彈 G世代-F（查克·奇斯）
- CAPCOM VS. SNK MILLENNIUM FIGHT 2000（日语：カプコン バーサス エス・エヌ・ケイ ミレニアムファイト 2000）（塔爾錫）
- 機動戰士鋼彈 基連的野望 吉翁的系譜（日语：機動戦士ガンダム ギレンの野望）（查克·奇斯）
- 超級機器人大戰α（查克·奇斯）
- 快打旋風EX3（塔爾錫）
- 曼威 vs. 卡普空2 英雄們的新世紀（日语：MARVEL VS. CAPCOM 2 NEW AGE OF HEROES）（塔爾錫）
- 燃燒吧！正義學園（榮二〈山田榮二〉）
- 女神異聞錄2 罰（杉本浩樹）

2001年
- SD鋼彈 G世代-F.I.F（查克·奇斯）
- CAPCOM VS. SNK MILLENNIUM FIGHT 2000 PRO（塔爾錫）
- CAPCOM VS. SNK 2 MILLIONAIRE FIGHTING 2001（日语：CAPCOM VS. SNK 2 MILLIONAIRE FIGHTING 2001）（塔爾錫）
- 超級機器人大戰α for Dreamcast（查克·奇斯）
- 超級機器人大戰α外傳（查克·奇斯）
- 快打旋風ZERO3↑（塔爾錫）

2002年
- SD鋼彈 G世代 NEO（查克·奇斯）
- 機動戰士鋼彈 基連的野望 吉翁獨立戰爭記（日语：機動戦士ガンダム ギレンの野望 ジオン独立戦争記）（查克·奇斯）
- 超級機器人大戰IMPACT（日语：スーパーロボット大戦IMPACT）（查克·奇斯、兵）

2003年
- 機動戰士鋼彈 宇宙相逢篇（日语：機動戦士ガンダム めぐりあい宇宙）（查克·奇斯）
- 第2次超級機器人大戰α（查克·奇斯、Neo吉翁兵）

2004年
- SD鋼彈 G世代 SEED（查克·奇斯）
- 帝國千戰記（日语：帝国千戦記）（赭川主、黃朴盛、管常渇）

2005年
- 星際牛仔 追憶的夜曲（日语：カウボーイビバップ 追憶の夜曲）（懸賞通緝犯）
- 第3次超級機器人大戰α 終焉之銀河（查克·奇斯）
- 天外魔境III NAMIDA（右）

2006年
- SD鋼彈 G世代 PORTABLE（查克·奇斯）
- 快打旋風ZERO3↑↑（塔爾錫）
- BLOOD+ ONE NIGHT KISS（日语：BLOOD+ ONE NIGHT KISS）（宮尾勉）

2007年
- SD鋼彈 G世代 SPIRITS（查克·奇斯）

2008年
- 超級機器人大戰A PORTABLE（查克·奇斯、兵）

2009年
- SD鋼彈 G世代 WARS（查克·奇斯）

2011年
- SD鋼彈 G世代 3D（查克·奇斯）
- SD鋼彈 G世代 WORLD（查克·奇斯）

2012年
- SD鋼彈 G世代 OVER WORLD（查克·奇斯）

### 廣播劇CD
- 快打旋風ZERO 廣播劇CD（塔爾錫）
- 帝國千戰記 Dramatic CD精選（黃朴盛）
- BOUNTY DOG（警備員B）

### 外語配音

#### 電影
- 愛到最高點（英语：Everybody's All-American (film)）

#### 電視影集
- 聖女魔咒
- 大海的女兒（英语：Ocean Girl）

#### 動畫
- 迷你樂一通

### 特攝影集
- 電磁戰隊百萬連者（1997年，扭曲藍／扭曲暴雪的聲音）

### 電影
- 哥吉拉vs碧奧蘭蒂（1989年，自衛隊員）

### 其它
- 機動戰士鋼彈0079：Card Builder（日语：機動戦士ガンダム0079カードビルダー）（查克·奇斯）
- 全國高中生的主張電台廣告（旁白）
- （露面演出）

## 外部連結
- 山田義晴｜WONDER CREW （页面存档备份，存于） （日語）
- （日語）－山田義晴的官方個人部落格。
- 山田義晴｜ARTSVISION （日語）（2011年8月7日的檔案館）